# Funicular de Friburgo
O Funicular de Friburgo é um funicular que liga a parte baixa da cidade de Friburgo (Neuveville) e a parte alta da mesma cidade (St-Pierre), na Suíça.
O funicular, inaugurado em 1899, funciona utilizando as águas residuais da cidade como contrapeso.
Tem um comprimento de 121 metros e uma inclinação máxima de 55% com uma bitola de 1200 mm.